# Saúl Yurkievich
Saúl Yurkievich (La Plata, Argentina, 1931 - Caumont-sur-Durance, Francia, 2005) fue un poeta, profesor y crítico literario argentino.

## Primeros años
Nació en La Plata, Argentina, en una familia humilde de inmigrantes rusos y polacos, estudió Letras en la Universidad de La Plata e hizo su tesis sobre el poeta francés Guillaume Apollinaire, que en 1968 se publicó como libro con el título Modernidad de Apollinaire.

## Biografía
Ganó reconocimiento con la publicación de su libro Valoración de Vallejo (1958) y se trasladó a París en 1966, donde trabajó como profesor y en 1974 empezó a colaborar con la revista Change por petición de su amigo Jean-Pierre Faye, años después traduciría al español algunos poemas de Edmond Jabès por petición del escritor.
Fue profesor titular de la Universidad de París Vicennes desde su fundación en 1969, profesor la Universidad de París X Nanterre durante varios años, también lo fue en la Universidad de Princeton, tuvo el título de Mellon Professor en la Universidad de Pittsburgh y Tinker Proffesor en la Universidad de Chicago, además de fungir como profesor visitante en la Universidad de Harvard, la Universidad de Columbia y la Universidad Johns Hopkins y participar en conferencias en distintas universidades alrededor del mundo.
Fue reconocido como escritor de vanguardia y un gran ensayista y compilador latinoamericano, al asociarse con la revista Action Poétique, entra en contacto con la Intelligentsia francesa de la época, traduciendo a varios poetas y siendo él mismo traducido por la escritora Cola Franzen.

### Cortázar
A la semana de llegar a París conoció al escritor Julio Cortázar, con quien estableció rápidamente una amistad que duraría toda su vida; en algún momento, Julio, en su negativa por profesionalizarse y tener su trabajo ordenado y catalogado, pide a Gladys Yurkievich que sea ella quien archive su obra; poco antes de fallecer designa a Saúl y Gladys como albaceas con la libertad de "guardar, publicar o quemar" sus trabajos inéditos, bajo esas concesiones la pareja publicó antologías, El Examen y Diario de Andrés Fava, ediciones nuevas de Rayuela y una recopilación de su correspondencia. Cabe destacar que mientras los Yurkievich eran las albaceas de sus inéditos, su esposa Aurora Bernárdez era la apoderada legal de su obra.

## Obra
- El perfil de la magnolia (2003)
- El huésped perplejo (2001)
- El sentimiento del sentido (2000)
- Vaivén (1996)
- La movediza modernidad (1996)
- Julio Cortázar: mundos y modos (1994)
- El Trasver (1988)
- A través de la trama. Sobre vanguardias literarias y otras concomitancias (1988)
- Identidad cultural de Iberoamérica en su literatura (1987)
- Julio Cortázar: Al calor de tu sombra(1986)
- Acaso acoso (1982)
- Envers (1980)
- Riobomba (1978)
- Trampantojos (1978)
- La confabulación con la palabra (1978)
- Celebración del modernismo (1976)
- Poesía hispanoamericana 1960-1970 (1976)
- Detener sin retener (1973)
- Fundadores de la nueva poesía latinoamericana (1971)
- Fricciones (1969)
- Modernidad de Apollinaire (1968)
- Berenjenal y merodeo(1966)
- Ciruela la loculira (1965)
- Cuerpos (1965)
- Volanda Linde Lumbre (1961)
- Valoración de Vallejo (1958)[6][7]

## Fallecimiento
Saúl falleció en un accidente de tráfico en 2005 en Caumont-sur-Durance, cerca de Aviñón, al salirse de la carretera; de acuerdo con el reporte policial el escritor pudo haberse quedado dormido al volante del automóvil pues no había indicios de que intentase frenar.